# روي أكوف
روي أكوف (بالإنجليزية: Roy Acuff) (15 سبتمبر 1903 – 23 نوفمبر 1992) هو مغني كانتري أمريكي، ويُعرف بلقب «ملك موسيقى الكانتري»، وينسب إليه تحوير هذا النوع من اعتماده على فرق الأوتار إلى الفرقة التي تساند مغنيا منفردا، وهو ما ساعد في إنجاح هذا الصنف دوليًا.
بدأ أكوف مسيرته الموسيقية في ثلاثينيات القرن العشرين واكتسب شهرة محلية كمغني وعازف كمان. انضم إلى غراند أول أوبري في عام 1938، ورغم أن شعبيته تراجعت في أواخر الأربعينيات، إلا أنه ظل أحد الشخصيات الرئيسية في أوبري والمروجين له لما يقرب من أربعة عقود. في عام 1942، أسس مع فريد روز شركة أكوف روز، وهي أول شركة نشر كبرى لنشر لموسيقى الكانتري مقرها في ناشفيل، ووقعت مع فنانين مثل هانك ويليامز، وروي أوربيسون، والإخوة إيفيرلي. تم إدخاله في قاعة مشاهير موسيقى الكانتري في عام 1962.

## السيرة

### بدايات حياته

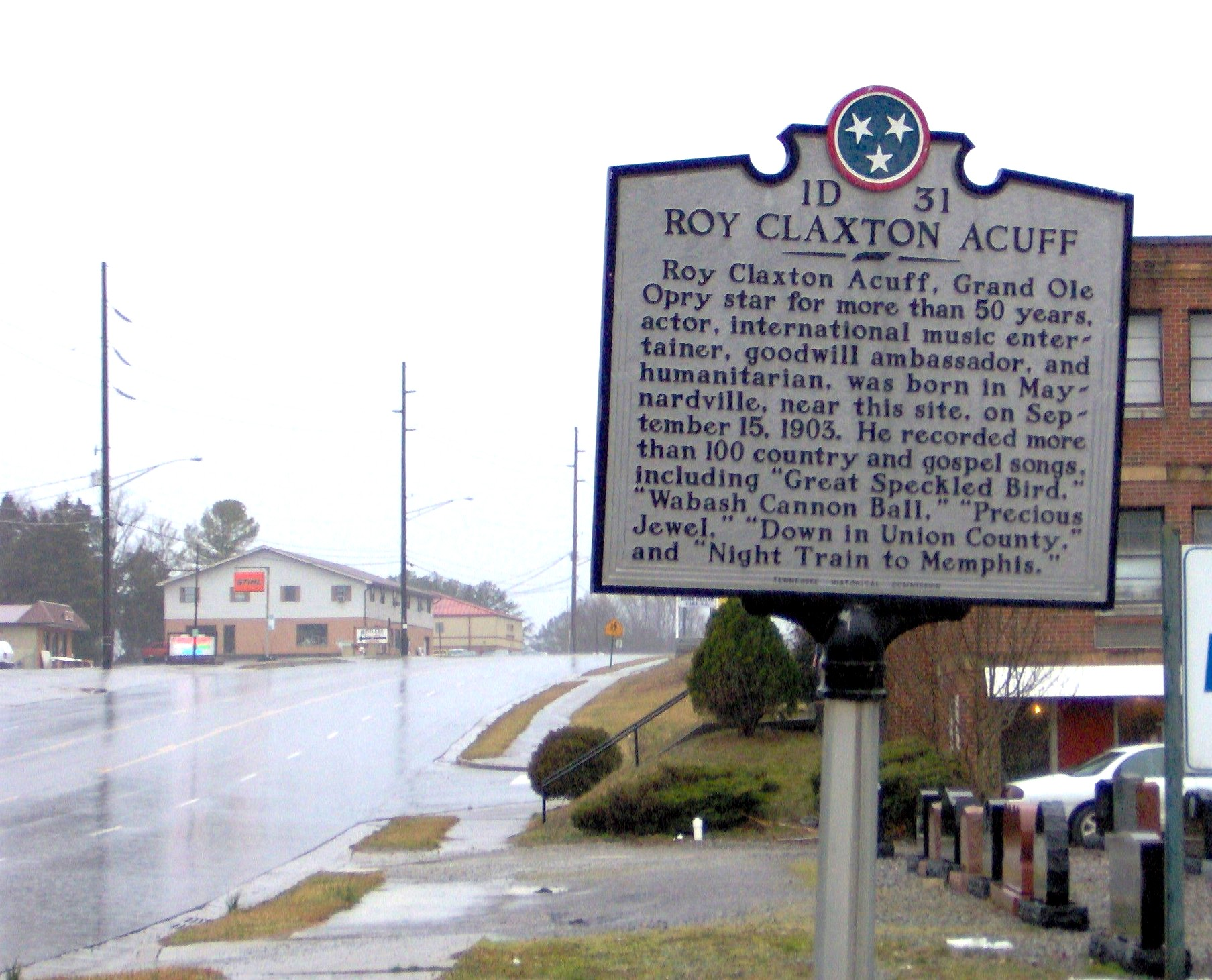
علامة على طريق مايناردفيل السريع (TN-33) في مايناردفيل، تينيسي بالقرب من مسقط رأس أكوف

ولد روي كلاكستون أكوف في 15 سبتمبر 1903 في مدينة مايناردفيل في تينيسي، وهو ابن سايمون أكوف وإيدا كار، وكان ترتيبه الثالث بين خمسة أطفال. كان عائلة أكوف معروفة في مقاطعة يونيون. كان جده كورام أكوف سياسيا وخدم في مجلس شيوخ الولاية، وكان جده لأمه طبيبًا محليًا. كان والد روي عازف كمان وواعظا معمدانيا، وكانت والدته بارعة في العزف على البيانو. كان بيت آل أكوف مركز للتجمعات المحلية. كما تعلم العزف على الهارمونيكا في سن مبكرة.
في عام 1919، انتقلت عائلة أكوف إلى فاونتن سيتي (الآن إحدى ضواحي نوكسفيل)، على بعد بضعة أميال جنوب ميناردفيل.  التحق روي بالمدرسة الثانوية هناك، حيث غنى في جوقة الكنيسة ومثل في المسرحيات. برز في ألعاب القوى، وعُرضت عليه منحة دراسية لجامعة كارسون نيومان لكنه رفضها. لعب مع العديد من نوادي البيسبول الصغيرة في نوكسفيل، وعمل في وظائف صغيرة، وكان يلاكم أحيانًا. 
في عام 1929، قدم أكوف تجربة لعب مع فريق نوكسفيل سموكيز، وهو فريق بيسبول صغير تابع لفريق نيويورك جاينتس (وهو الآن سان فرانسيسكو جاينتس). إلا أن تعرضه لضربات الشمس عدة مرات أنهى مسيرته الرياضية، وأثر على صحته لعدة سنوات.

### بداياته الموسيقية
في عام 1932، قدم أكوف أول عرض رئيسي له في عرض طبي قام به طبيب جوال يدعى الدكنور هاور، حيث جلب الفنانين ليجذب الناس ويروج لأدويته.  تعلم أكوف الغناء بصوت عالي لأن العرض الطبي افتقر إلى الميكروفونات، وهي مهارة أفادته في عروضه الإذاعية الأولى. 
غادر أكوف العرض الطبي في عام 1934، وبدأ اغناء في العروض المحلية في منطقة نوكسفيل، واكتسب شهرة محلية. في تلك السنة، شكل فرقة مع عازفي الجيتار جيس ايستراي وكليل سومي، وغنوا بانتظام على محطات الراديو في نوكسفيل. طوّر أكوف أسلوبه ليغني بشكل منفرد وصوت عالي وواضح مع تناسق الآلات الوترية، ما أكسبه شعبية بين مستمعي الراديو وقتها. بعد عام، أضافت المجموعة عازف الباس ريد جونز. نال أكوف شهرة بعد تسجيله أغنية "The Great Speckled Bird" ووقع عقدا مع شركة ARC، حيث سجلوا عشرات الأغاني في عام 1936، ومنها أغنية «واباش كانونبول» التي عُرف بها.  انفصلت المجموعة عن ARC في عام 1937 بسبب مشاكل في العقود.

### غراند أولي أوبري
في عام 1938، انتقل الفريق إلى ناشفيل لتقديم اختبار أداء في غراند أول أوبري. لم ينجح الاختبار الأول، إلا أنهم قدموا اختبارا ثانيا وأثاروا إعجاب المقدم جورج هاي والمنتج هاري ستون، وعرضوا على المجموعة عقدًا في وقت لاحق من ذلك العام. غادر كليل سومي المجموعة وحل محله عازف الدوبرو بيت كيربي. غير جيس ايسترداي أسلوبه ليعزف على الباس ليحل محل ريد جونز، كما أضاف أكوف عازف الجيتار لوني ويلسون وعازفة البانجو راشيل فيش لملء تشكيل الفرقة. تنافس روي أكوف مع عضو أوبري القديم أنكل ديف ماكون على الشعبية بين الجمهور. 
في نفس الفترة، تم إدخاله في المحفل الماسوني في شرق ناشفيل رقم 560.
في ربيع عام 1940، سافر أكوف وفرقته إلى هوليوود، حيث ظهروا مع هاي وماكون في الفيلم السينمائي «غراند أول أوبري». ظهر أكوف في عدد من أفلام الوسترن من الدرجة الثانية، مثل O, My Darling Clementine عام 1943، Night Train to Memphis عام 1946، يأتي Home in San Antone عام 1949.

### آكوف روز
في عام 1942، شكل أكوف ومؤلف الأغاني فريد روز (1897-1954) شركة أكوف روز ميوزيك. سعى أكوف في الأصل إلى نشر موسيقاه الخاصة، ولكن سرعان ما أدرك أن هناك طلبًا كبيرًا من فنانين آخرين، والذين تم استغلالهم منهم من قبل شركات النشر الكبرى. سرعان ما أصبحت شركة أكوف روز أهم شركة نشر في عالم الكانتري، نظرًا لصلات روز مع الجمعية الأمريكية للملحنين والمؤلفين والناشرين ومهارته في رصد المواهب. في عام 1946، وقعت الشركة مع هانك ويليامز، وفي عام 1950 نشرت أول أغنية لها، وهي "Tennessee Waltz" للمغنية باتي بادج.

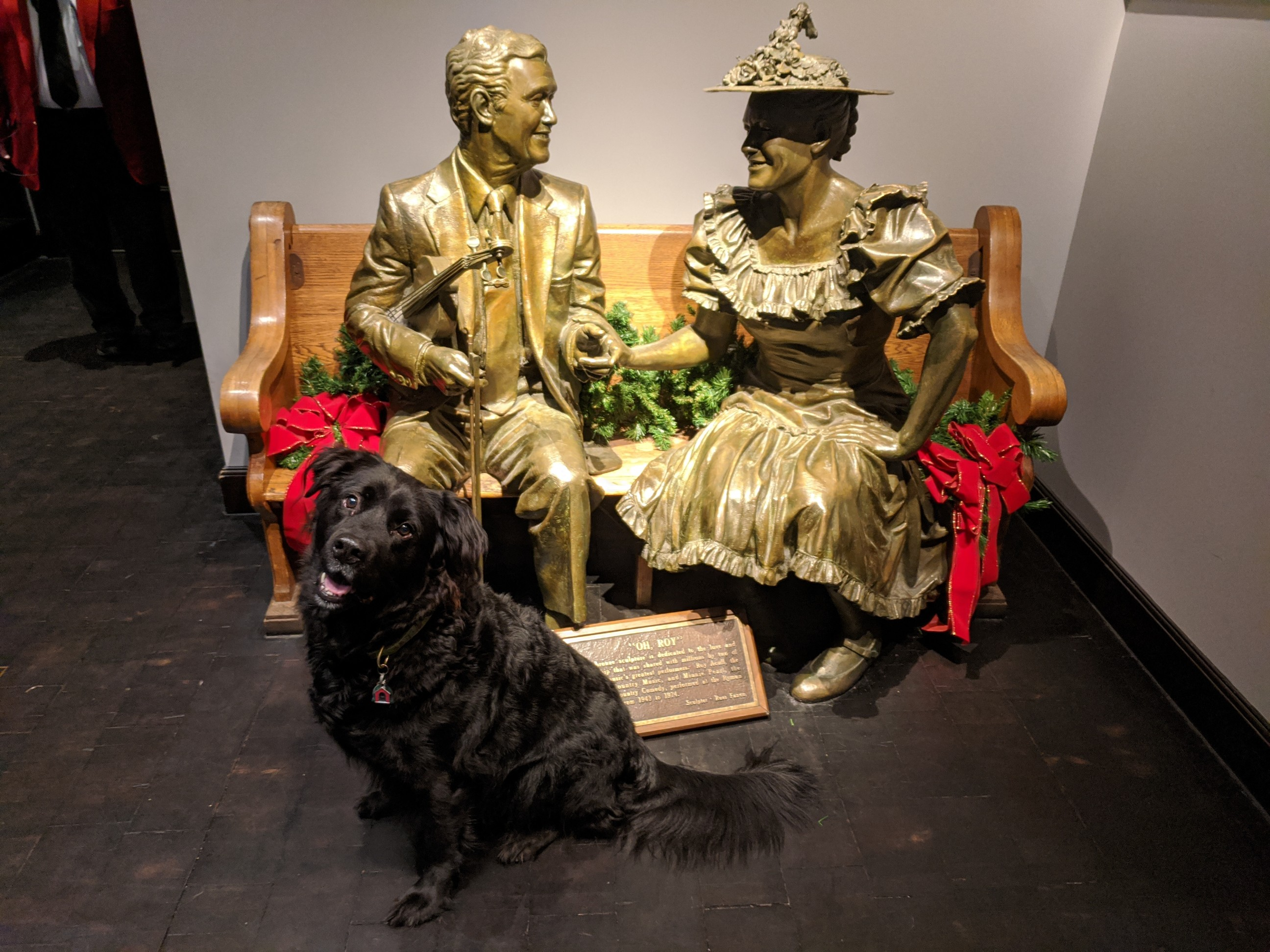
تمثال روي آكوف بالحجم الطبيعي يجلس بجانب تمثال ميني بيرل في ردهة قاعة رايمان.

### الطموحات السياسية
في عام 1943 قام أكوف بدعوة حاكم ولاية تينيسي برينتيس كوبر ليكون ضيف شرف في حفل العرض الأول لبرنامج «الأمير ألبرت» على أوبري. رفض كوبر العرض وانتقد أكوف وموسيقاه «المشينة» وجعل تينيسي «عاصمة الهيلببيلي في الولايات المتحدة».  نقل صحفي من ناشفيل تعليقات الحاكم إلى أكوف واقترح أن يرشح أكوف نفسه لمنصب الحاكم. لم أكوف يأخذ الاقتراح بجدية في البداية، إلا أنه قبل ترشيح الحزب الجمهوري لمنصب الحاكم في عام 1948. 
أقلق هذا الترشيح إدوارد هول كرومب، رئيس الجهاز السياسي للحزب الديمقراطي الذي سيطر على سياسات ولاية تينيسي منذ ما يقرب من ربع قرن. لم يقلق كرومب من فقدان منصب الحاكم رغم شهرة أكوف، ولكنه قلق من أن يجذب أكوف حشودًا كبيرة إلى التجمعات الجمهورية ويعزز حظوظ المرشحين الآخرين على مستوى الولاية. ساعد أكوف في تنشيط الجمهوريين في لحد ما، ولكن خصمه غوردون براوننغ فاز بنسبة 67 بالمئة من الأصوات.

### السنوات اللاحقة
بعد مغادرته لأوبري، أمضى أكوف عدة سنوات يقوم بجولات موسيقية في غرب الولايات المتحدة، على أن شعبيته تضاءلت مع قلة عروضه وصعود موسيقيين مثل إرنست تاب وإدي أرنولد، وعاد لاحقا إلى أوبري.  كاد يفقد حياته في حادث سيارة قرب مدينة سبارتا في تينيسي عام 1965، وفكر بالاعتزال، حيث كان يظهر في عروض بسيطة على أوبري وبرامج مشابهة. 
في عام 1972، نهضت مسيرته من جديد بعد ظهوره في ألبوم Will the Circle Be Unbroken لفرقة Nitty Gritty Dirt Band .  انتقلت برنامج أوبري رسميًا من قاعة رايمان إلى بيت أوبري في ليلة 16 مارس 1974. افتتح العرض الأول في المكان الجديد بمقاطع لروي أكوف وفرقته على شاشة كبيرة فوق المسرح.
توفيت زوجته ميلدريد في أوائل الثمانينيات، انتقل روي أكوف إلى منزل صغير على أرض أوبريلاند واستمر في الغناء يوميًا على المسرح. حصل على الميدالية الوطنية للفنون في عام 1991،  وحصل على جائزة إنجازات الحياة من قبل مركز جون كينيدي للفنون الأدائية، وهو أول مؤدي لموسيقي الكانتري يحصل على هذا الشرف. توفي روي أكوف في ناشفيل في 23 نوفمبر 1992 من قصور القلب الاحتقاني وهو بعمر 89 عاما.
في عام 1979، افتتحت حديقة أوبري لاند مسرح روي أكوف. تم هدمه في عام 2011 بعد تعرضه لأضرار كبيرة في فيضانات تينيسي عام 2010). تم تسمية متحفين على شرف أكوف – متحف روي أكوف في أوبري لاند (وهو مغلق الآن) ومتحف ومكتبة روي أكوف يونيون في مسقط رأسه مايناردفيل. نال أكوف نجمة على ممشى المشاهير في هوليوود في 1541 شارع فاين.

## وصلات خارجية
- روي أكوف على موقع IMDb (الإنجليزية)
- روي أكوف على موقع الموسوعة البريطانية (الإنجليزية)
- روي أكوف على موقع ميوزك برينز (الإنجليزية)
- روي أكوف على موقع إن إن دي بي (الإنجليزية)
- روي أكوف على موقع أول ميوزيك (الإنجليزية)
- روي أكوف على موقع ديسكوغز (الإنجليزية)
- روي أكوف على موقع قاعدة بيانات الفيلم (الإنجليزية)
- Acuff-Ecoff Family Archives
- Biography at Who2
- Roy Acuff in the قاعة مشاهير موسيقى الكانتري

- روي أكوف على موقع فايند أغريف